# Fausto Augusto Werner
Fausto Augusto Werner (Laguna, ca. 1863 — Rio de Janeiro, 8 de junho de 1927) foi um político brasileiro.
Filho de Luís Augusto Werner e de Isabel Maria dos Santos Werner. Casou com Maria Benigna Berlinck Werner.
Foi deputado à Assembleia Constituinte do Estado de Santa Catarina e à 1ª legislatura, de 1892 a 1894.